# Andoki gulipán
Az andoki gulipán (Recurvirostra andina) a madarak osztályának lilealakúak (Charadriiformes) rendjébe, ezen belül a gulipánfélék (Recurvirostridae) családjába tartozó faj.

## Rendszerezése
A fajt Rodolfo Amando Philippi és Christian Ludwig Landbeck írták le 1861-ben.

## Előfordulása
A faj az Andokban fordul elő, 3500 méter felett Argentína északnyugati, Bolívia nyugati, Chile északi és Peru déli területein. 
Természetes élőhelyei az édes vizű folyók, patakok, tavak és mocsarak. Nem vonuló faj, viszont költési időn kívül alacsonyabb magasságokba költözik.

## Megjelenése
Testhossza 43–48 centiméter, testsúlya 315-410 gramm. Tollazata fehér kivéve hátát, farkát és szárnyait amelyek sötét barnák. Lábai vékonyak, szürkék, de nem olyan hosszúak mint a legtöbb gulipán fajé, csőre hosszú, felfelé ívelő. A két nem tollazata hasonló.

## Életmódja
Tápláléka rovarokból, rákokból áll melyet sekély vizekben, sárban keresik.

## Szaporodása
Sekély, szikes tavaknál fészkel, gyakran kisebb csoportokban.

## Természetvédelmi helyzete
Az elterjedési területe rendkívül nagy, egyedszáma viszont ismeretlen. A Természetvédelmi Világszövetség Vörös listáján nem fenyegetett fajként szerepel.